# 185164 Ingeburgherz
185164 Ingeburgherz é um asteroide do cinturão principal que orbitam entre Marte e Júpiter. Ele possui uma magnitude absoluta de 16,6.

## Descoberta
185164 Ingeburgherz foi descoberto no dia 27 de setembro de 2006 através do Observatório Astronômico de Maiorca.

## Características orbitais
A órbita de 185164 Ingeburgherz tem uma excentricidade de 0,1700652 e possui um semieixo maior de 2,7664348 UA. O seu periélio leva o mesmo a uma distância de 2,2959607 UA em relação ao Sol e seu afélio a 3,237 UA.